# Diagrama de Jablonski

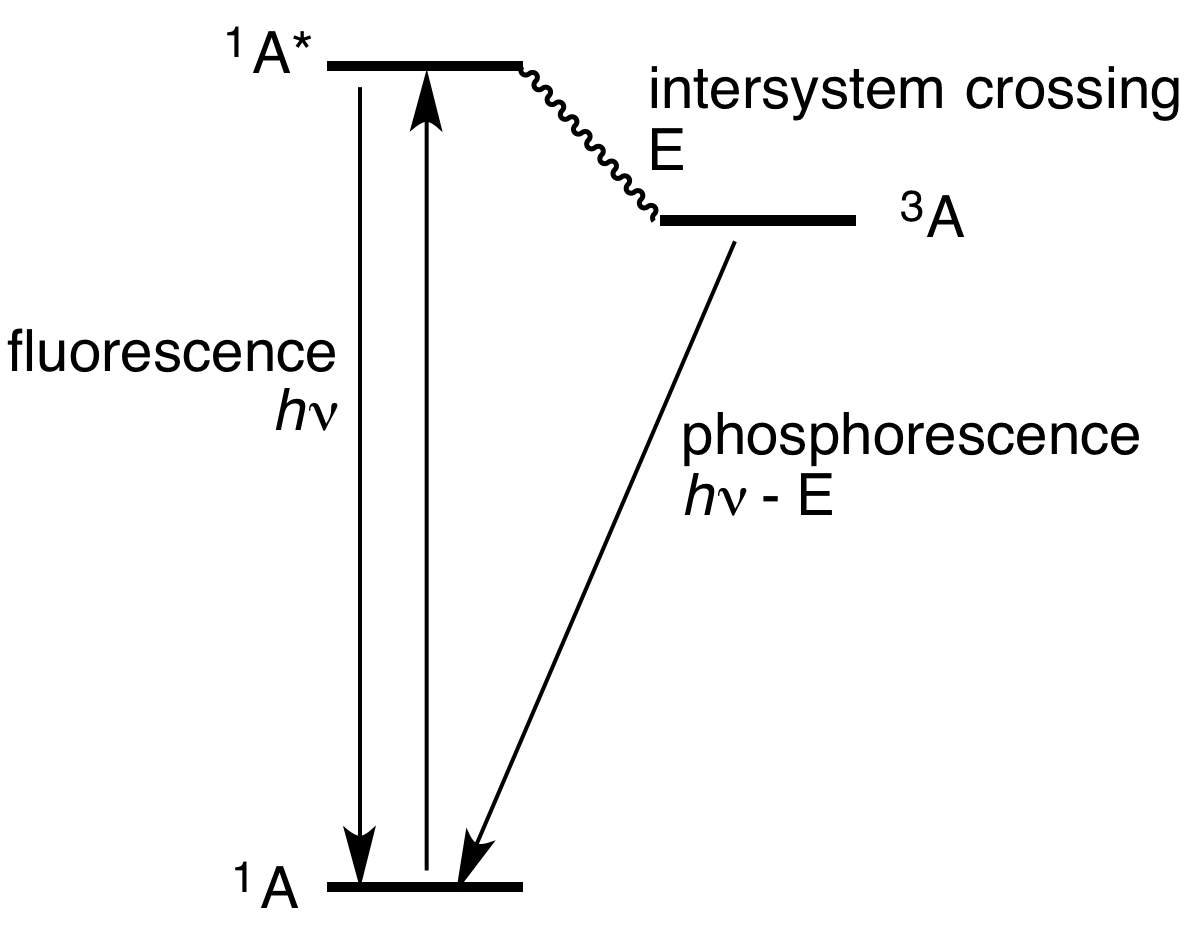
Un diagrama de Jablonski mostrando la excitación de una molécula A hasta su estado excitado singlete (1A *) seguido por un cruce intersistema hasta el estado triplete (3A) que se relaja hasta el estado fundamental por fosforescencia.

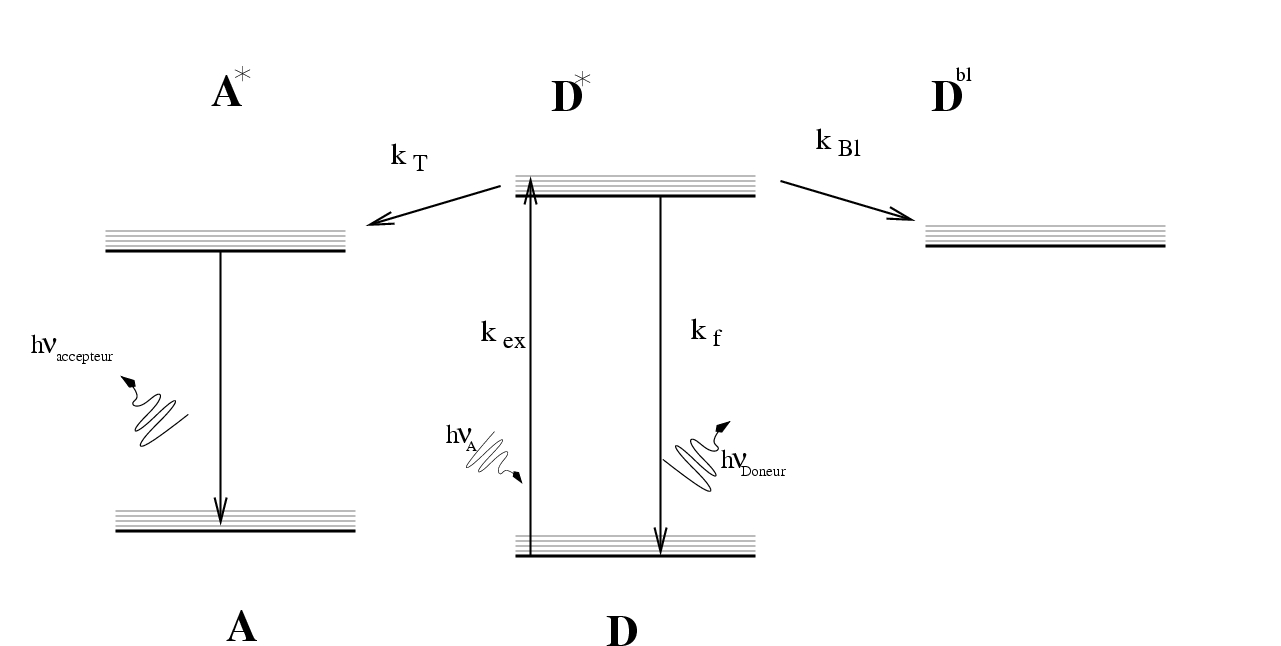
Un diagrama de Jablonski representando la situación de transferencia de energía de resonancia (FRET)

Un diagrama de Jablonski, nombrado así en honor al físico polaco Aleksander Jabłoński, es un diagrama que ilustra los estados electrónicos de una molécula y las transiciones que se pueden producir entre esos estados. Los estados se encuentran agrupados verticalmente de acuerdo a su energía relativa y horizontalmente de acuerdo a la multiplicidad de espín. Las transiciones no radiativas son indicadas por medio de flechas onduladas y las transiciones radiativas por medio de flechas rectas. Los estados vibracionales basales de cada nivel electrónico se indican con líneas más gruesas, los estados vibracionales elevados, se indican con líneas delgadas.

## Transiciones
Las transiciones radiativas involucran la absorción de un fotón, si la transición se produce hacia un nivel mayor, o la emisión, en caso contrario. Las transiciones no radiativas se producen por varios mecanismos diferentes, todos indicados de manera diferencial en el diagrama. Las relajaciones desde los estados excitados a su estado vibracional más bajo se encuentran marcadas como relajación de energía vibracional (vr) en el diagrama. Este proceso involucra la disipación de energía desde la molécula hacia sus alrededores, y por lo tanto no puede ocurrir en moléculas aisladas. Un segundo tipo de transición no radiativa es la conversión interna (ic), que ocurre cuando un estado vibracional de un estado excitado se puede acoplar a un estado vibracional alto de un nivel electrónico más bajo. Un tercer tipo es el cruce intersistema (isc) que es una transición hacia un estado con una multiplicidad de espín diferente. En moléculas que poseen un gran acoplamiento entre espines de orbitales diferentes, el cruce intersistema es mucho más importante que en moléculas que exhiben un acoplamiento pequeño. Este tipo de transición no radiativa puede producir también fosforescencia. 